# Olov Amelin

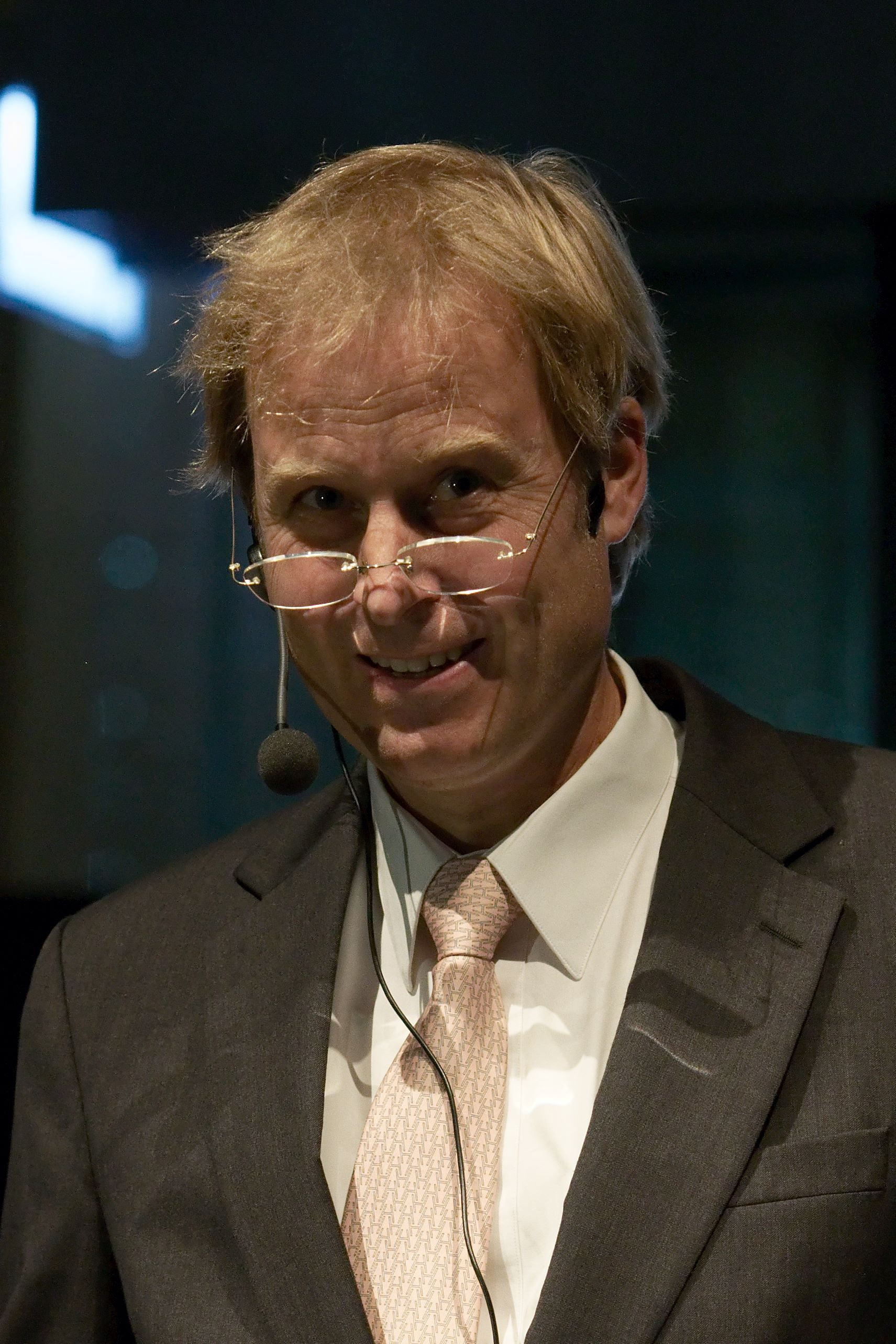
Vid invigningen av utställningen om Marie Curie på Nobelmuseet i september 2011.

Olov Amelin, född 9 februari 1960 i Umeå, är en svensk idé och lärdomshistoriker och museichef.
Han blev 1999 filosofie doktor i idé- och lärdomshistoria vid Uppsala Universitet med avhandlingen Medaljens baksida: instrumentmakaren Daniel Ekström och hans efterföljare i 1700-talets Sverige.
Amelin rekryterades 2010 till Nobelmuseet i Stockholm från Museum Gustavianum i Uppsala, där han var museichef 1996–1999. Han var tidigare intendent vid Tekniska museet, och därefter föreståndare för Observatoriemuseet i Stockholm.
Hösten 2019 tillträdde han som landsantikvarie och chef för friluftsmuseet Jamtli i Östersund.